# Shiloh (Alabama)
Shiloh é uma cidade  localizada no estado americano de Alabama, no Condado de DeKalb.

## Demografia
Segundo o censo americano de 2000, a sua população era de 289 habitantes.
Em 2006, foi estimada uma população de 307, um aumento de 18 (6.2%).

## Geografia
De acordo com o United States Census Bureau, a localidade tem uma área de 4,4 km², sem área coberta por água.

## Localidades na vizinhança
O diagrama seguinte representa as localidades num raio de 16 km ao redor de Shiloh.